# Vrijmaking
De Vrijmaking is een kerkscheuring die in 1944 plaatsvond in de Gereformeerde Kerk van Nederland.

## Oorzaken en aanleiding

Ontstaan van de verschillende stromingen in Nederland

Ontstaansgeschiedenis van kerken in Nederland

Bij deze scheuring splitste een vleugel van de Gereformeerde Kerk onder leiding van professor Klaas Schilder zich af en ging de Gereformeerde Kerken (onderhoudende art. 31) vormen, later zijn die de Gereformeerde Kerken vrijgemaakt gaan heten. De aanleiding tot deze ontwikkeling was onder meer de onenigheid die ontstaan was over de precieze betekenis van de doop. Eenvoudig gesteld was dit het probleem: was de doop alleen geldig als de gedoopte de rest van zijn/haar leven gelovig bleef, en doopte je op grond van een veronderstelde wedergeboorte (de synodalen)? Of is de doop een teken van Gods belofte dat je Zijn kind mag zijn, waarbij de dopeling geroepen wordt om ook als kind van God te leven (de vrijgemaakten)? Daarnaast speelden kerkrechtelijke zaken een belangrijke rol, vooral of kerken synodebesluiten moesten goedkeuren (vrijgemaakten) of moesten accepteren en bij volgende synode bezwaar maken (Synodalen). Naast verschil over de leer speelden ook meer persoonlijke elementen bij deze kerkscheuring een rol. Schilder was een polemisch gezind man, die zijn opponenten nogal eens tegen zich in het harnas joeg.

## Ongelukkig moment
De Vrijmaking kwam op een uiterst ongelukkig moment in de geschiedenis. In 1944 was de Duitse bezetting op zijn ergst en het was dan ook niet eenvoudig een synode bijeen te roepen. Openbaar vervoer was er nauwelijks en liep het risico bestookt te worden door de geallieerde luchtmacht. Een aantal kopstukken (waaronder Schilder) van de Kerk waren ondergedoken, vanwege hun aandeel in ondergrondse activiteiten.
Volgens de vrijgemaakten werden ze op de synode van 1944 niet netjes behandeld. Maar ook de koppige houding van Schilder heeft bijgedragen aan het conflict. Er werden besluiten doorgedrukt, waarvoor een verlenging van de synode nodig was - een verlenging die volgens de vrijgemaakten onreglementair was. Belangrijke opponenten konden er door oorlogsomstandigheden niet bij zijn. Er werd een uitspraak gedaan over de doop die noodzakelijk werd gevonden om de erfenis van Abraham Kuyper te beschermen. Hiermee werd een compromisformule opengebroken over Kuypers leer van de 'veronderstelde wedergeboorte', die in 1905, dus in Kuypers tijd, tot stand was gekomen. De synode handelde volgens de vrijgemaakten in strijd met artikel 31 van haar eigen Dordtse Kerkenordening en legde de nieuwe uitspraak op als enig aanvaardbare uitleg. Met dit besluit ging de synode verder dan Kuyper zelf ooit had gedaan; de synode vroeg van ieder die zich kandidaat wilde stellen voor het ambt van predikant de recente synodebesluiten te onderschrijven, de zogenaamde "kandidatenbinding".
Schilder en zijn collega Greijdanus verzetten zich tegen deze besluiten. Reden voor de synode om deze theologen te schorsen en uiteindelijk te ontslaan en uit het ambt te zetten. Schilder kwam van zijn onderduikadres om de "Acte van vrijmaking of wederkeer" voor te lezen (Den Haag, 1944).

## Verdriet
De kerkscheuring van 1944 veroorzaakte veel leed in de ooit zo hechte gereformeerde kring. Het rukte families, soms gezinnen uiteen. Herman Ridderbos, synodelid en collega van Schilder aan de Theologische Universiteit te Kampen zou later over de Vrijmaking verklaren: "Het is verschrikkelijk wat er toen is gebeurd, maar wat ik blijkbaar moeilijk bij mensen over het voetlicht kan krijgen is: Schilder heeft ons gemanoeuvreerd in een situatie waarin we het móesten doen."

De ontwikkelingen rond Schilder dwongen de synode een uitspraak te doen. Het conflict was (niet het minst door toedoen van Schilder zelf) in de oorlogsjaren op de spits gedreven. Overigens hebben de Gereformeerde Kerken in Nederland later hun schuld in het conflict beleden, iets wat de Vrijgemaakte Kerken nooit hebben gedaan.

## Nieuwe scheuring
In 1966 verscheen de Open brief uit 1966 over de Vrijmaking in 1944, die een nieuwe verdeeldheid aan het licht bracht. Het meningsverschil ging over de verhouding tot de synodale Gereformeerde Kerken in Nederland en eigenlijk of men de Vrijmaking in 1944 moest zien als ingrijpen van God of als menselijk handelen. Een deel van de vrijgemaakte kerken kwam buiten het kerkverband te staan en vormde later de Nederlands Gereformeerde Kerken.

## Nieuwevrijmaking
In 2003 voelde een deel van de leden van de Gereformeerde Kerken (vrijgemaakt) zich genoodzaakt tot een nieuwe vrijmaking te komen, omdat zij vonden dat de koers van de kerk afweek van de Heilige Schrift en de daarop gebaseerde belijdenisgeschriften.
Deze ontwikkeling volgde op een discussie in verschillende kerkbladen (waaronder het behoudende Reformanda) en op internetfora over de betekenis van de Tien geboden in het dagelijks leven. Volgens de bezwaarden werden vooral het vierde gebod, maar ook het zevende gebod, door de synodes van Leusden (1999), Zuidhorn (2002) en Amersfoort (2005) feitelijk afgeschaft. Ook de invoering van een aantal liederen uit het Liedboek voor de Kerken werd gezien als een teken van een afwijking van de juiste koers in de Gereformeerde kerken vrijgemaakt.
Op 20 september 2003 werd er een zogenoemde "Vrijmakingsvergadering" gehouden te Zwolle. Na deze vergadering zijn er verschillende streekgemeenten ontstaan. Dit nieuwe kerkverband wordt informeel wel aangeduid als Nieuwe Vrijgemaakte Kerken. Ook deze breuk heeft gezorgd voor veel leed, onderlinge zwartmakerij en gescheurde families.
In 2005 werd er een eerste synodevergadering bijeengeroepen te Mariënberg. Hier werd onder andere over de naam van het te vormen kerkverband gesproken. Het voorstel was om de kerken "Gereformeerde Kerken" te laten heten. Dit oorspronkelijke voorstel bleek echter niet uitvoerbaar, aangezien (onder andere) de Protestantse Kerk in Nederland (PKN), waarin de Gereformeerde Kerken in Nederland zijn opgegaan, daar bezwaar tegen maakte. Bijna alle plaatselijke gereformeerde kerken die behoren tot de PKN noemen zich nog altijd 'Gereformeerde Kerk'. Dat zou voor verwarring kunnen zorgen. De 'nieuwe vrijgemaakten' hebben zich 'Gereformeerde Kerken in Nederland (hersteld)' genoemd.
Op 5 oktober 2024 is dit kerkverband gefuseerd met de Gereformeerde Kerken Nederland. Het gevormde kerkverband kreeg nu wel de naam Gereformeerde Kerken.